# 1897 au Manitoba
Chronologie du Manitoba
- 1893
- 1894
- 1895
- 1896
- 1897
- 1898
- 1899
- 1900
- 1901

Cette page concerne les événements survenus en 1897 dans la province canadienne du Manitoba.

## Politique
- Premier ministre : Thomas Greenway
- Chef de l'Opposition :
- Lieutenant-gouverneur : James Colebrooke Patterson
- Législature :

## Événements
- 7 janvier : lors d'une assemblée libérale à Québec, le premier ministre canadien Wilfrid Laurier fait voter plusieurs résolutions appuyant le Règlement Laurier-Greenway, devant régler le problème des écoles catholiques francophones au Manitoba[1].
- 20 janvier : les membres du clergé québécois, réunis à Saint-Hyacinthe, publient un mandement condamnant le Règlement Laurier-Greenway[2].
- 14 mars : le Vatican décide d'envoyer un délégué apostolique au Canada pour y enquêter sur les conséquences que pourrait avoir le Règlement Laurier-Greenway sur l'avenir du catholicisme au pays. L'Espagnol Merry del Val, camérier du pape Léon XIII, est nommé à ce poste[3].

## Naissances

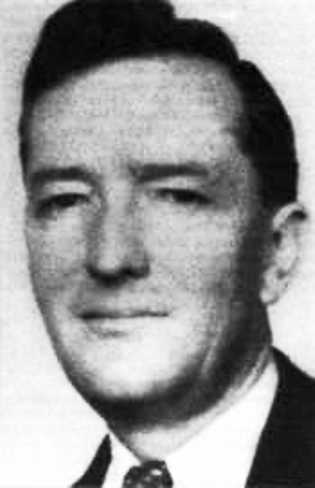
Sir William Stephenson

- 23 janvier : William Samuel Stephenson, né à Winnipeg, mort le 31 janvier 1989 aux Bermudes, inventeur, homme d'affaires et espion canadien.

- 15 septembre : Charles Nelson Pogue (né à Winnipeg - mort en 1985), inventeur canadien.